# Evolució dels ocells

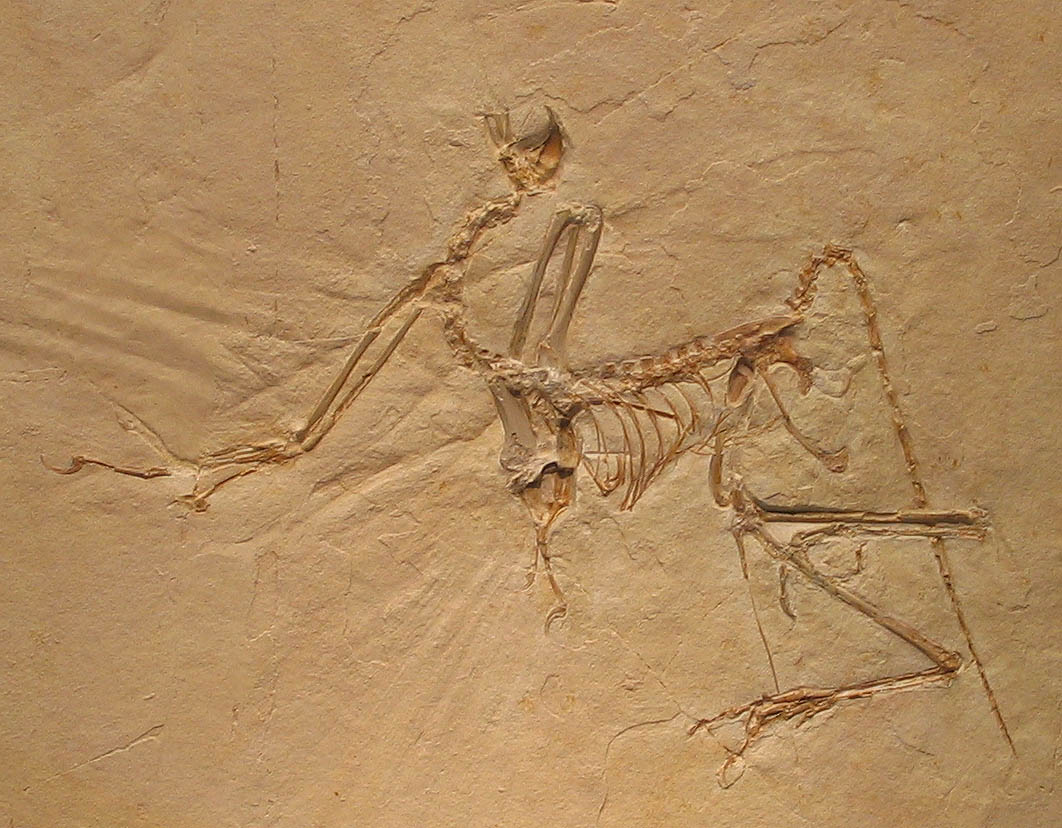
Fòssil dArchaeopteryx al Museu Paleontològic de Múnic

L'evolució de les aus probablement començà al període Juràssic i derivaren de dinosaures teròpodes. L'espècie més antiga que es coneix, tot i no ser una au amb totes les seves característiques, és Archaeopteryx lithographica (Juràssic superior). Les filogènies modernes ubiquen les aus al clade dels teròpodes dins dels dinosaures. Segons el consens actual, les aus i un grup germà, l'ordre dels crocodilians, junts formen els únics membres vivents d'un clade reptilià no graduat, els arcosaures.
Filogenèticament, Aves se sol definir com tots els descendents de l'avantpassat comú més recent de totes les aus, cosa que inclou des d'una espècie d'au moderna (com el pardal, Passer domesticus) fins a fins i tot l'arqueòpterix, si l'anterior classificació és utilitzada aleshores el grup es denomina Avialae.

## Orígens
Hi ha proves significatives que les aus evolucionaren dels dinosaures teròpodes, específicament, que les aus són membres dels maniraptors, un grup de teròpods que inclou els dromeosaures i oviraptòrids, entre d'altres. A mesura que es descobreixen més teròpodes no-aviaris que estan estretament relacionats amb les aus, l'abans clara distinció entre no-aus i aus es torna menys clara. Descobriments recents al nord-est de la Xina (província de Liaoning), que demostren que molts petits dinosaures teròpodes tenien plomes, contribueixen a aquesta ambigüitat.
L'au basal Archaeopteryx, del Juràssic, és ben conegut com un dels primers "enllaços perduts" en ser trobats en suport de l'evolució a finals del segle xix, tot i que no és considerat un ancestre directe de les aus modernes. Confuciusornis és una altra au primerenca; visqué al Cretaci inferior. Ambdós podrien ser precedits per Protoavis texensis, tot i que la naturalesa fragmentària d'aquest fòssil deixa oberts considerables dubtes que sigui un avantpassat d'aus. Altres aus mesozoiques inclouen els enantiornites, Yanornis, Ichthyornis, Gansus, i els hesperornitiformes, un grup de bussejadores sense ales semblants a calàbries i cabussons.
El dromeosaure recentment descobert (2002) Cryptovolans (que pot ser un Microraptor) era capaç de vol potent, tenia quilla a l'estern i tenia costelles amb processos uncinats. De fet, Cryptovolans constitueix una millor au que Archaeopteryx que manca d'alguna d'aquestes característiques d'aus modernes. A causa d'això, alguns paleontòlegs han suggerit que els dromeosaures són realment aus basals els membres més grans de les quals són no voladors secundaris, és a dir que els dromeosaures evolucionaren d'aus i no a l'inrevés. Les proves per aquesta teoria no són concloents, però les excavacions continuen per desenterrar fòssils (especialment a la Xina) dels estrany dromeosaures amb plomes. De totes maneres, hi ha bastant certesa que el vol utilitzant ales emplomallades existí en teròpodes del Juràssic mitjà i que fou "intentat" en diversos llinatges i variants pels del Cretaci mitjà, com en Confuciusornis que tenia alguns caràcters peculiars. Per exemple, el seu vestigi de cua era inadequat per timonejar, i la forma de les ales semblava una mica especialitzada tot i que l'esquelet del braç encara era "dinosaurià".
Tot i que els dinosaures ornitisquis] (amb malucs d'au) tenen la mateixa estructura del maluc que les aus, les aus s'originaren realment dels dinosaures saurisquis (amb malucs de llangardaixos) si la teoria de l'origen dels dinosaures és correcta. Ells arribaren a la seva condició d'estructura de maluc independentment. De fet, l'estructura de maluc similar a aus fou desenvolupada en una tercera ocasió en un grup peculiar de teròpodes, els terizinosàurids.
Una teoria alternativa a l'origen dinosaurià de les aus, exposada per uns pocs científics (notablement Larry Martin i Alan Feduccia), postula que les aus (incloent-hi els "dinosaures" maniraptors) evolucionaren d'arcosaures primerencs com Longisquama, una teoria que és rebatuda per la majoria dels altres paleontòlegs, i per experts en desenvolupament i evolució de la ploma.

## Radiació adaptativa de les aus
Les aus modernes són classificades en neornites, les quals es coneix ara que evolucionaren en alguns llinatges bàsics cap al final del Cretaci (vegeu Vegavis). Els neornites són dividits en paleògnats i neògnats.
Palaeognathae

Els paleògnats inclouen els tinamús (només existents a Amèrica del Sud i Central) i els estrucioniformes que avui en dia es troben gairebé exclusivament a l'hemisferi sud. Les ratites són aus no voladores grans, i inclouen estruços, nyandús, casuaris, kiwis i emús. Uns pocs científics proposen que les ratites representen un agrupament artificial d'aus que han perdut independentment la capacitat de volar en un nombre de llinatges independents; en qualsevol cas, les dades disponibles respecte a la seva evolució són encara molt confusos.

Neognathae

La divergència basal dels neògnats restants fou la dels gal·loanseris, el superordre que conté els anseriformes (ànecs, oques i cignes) i els gal·liformes (galls, galls dindis, faisans i els seus relacionats).
Les datacions de la divisió són un assumpte de debat considerable entre els científics. Hi ha acord que els neornis evolucionaren al Cretaci i que la divisió entre els gal·loanseris i els altres neògnats – Les neoaus – es produí abans de l'extinció massiva del Cretaci-Paleogen, però existeixen diferents opinions sobre si la radiació adaptiva dels neògnats restants es produí abans o després de l'extinció dels altres dinosaures Aquest desacord és causat en part per una divergència en les proves, amb la datació per anàlisis molecular suggerint una radiació cretàcica, un registre fòssil neoaviari petit i equívoc al Cretaci, i la majoria de les famílies vivents apareixent durant el Paleogen. Els intents de reconciliar les proves moleculars i fòssils han demostrat ser contradictoris.
D'altra banda, dos factors han de ser considerats: primer, els rellotges moleculars no poden ser considerats fiables en absència d'un calibratge fòssil consistent, mentre el registre fòssil sigui naturalment incomplet. Segon, en els arbres filogenètics reconstruïts, el temps i el patró de separació de llinatges correspon a l'evolució dels "caràcters" estudiats (tals com la seqüència d'ADN, trets morfològics, etc.), «no» als patrons evolutius reals dels llinatges; aquests idealment no haurien de diferir per molt, però poden fer-ho a la pràctica.
Considerant això, és fàcil de veure que les dades fòssils, comparades amb les dades moleculars, tendeixen a ser més encertades en general, però també tendeixen a subestimar les divergències de temps: els trets morfològics, en ser el producte de xarxes genètiques de desenvolupament completes, usualment comencen a divergir un temps "després" que un llinatge dividit es tornés aparent a la comparació de seqüència d'ADN – especialment si les seqüències utilitzades contenen moltes mutacions silents.

## Classificació d'espècies modernes
La classificació filogenètica de les aus és un assumpte contenciós. "La filogènia i classificació de les aus" de Sibley i Ahlquist (1990) és una obra que marcà època en la classificació de les aus (tot i que debatuda sovint i constantment revisada). Una preponderància de proves suggereixen que la majoria dels ordres d'aus constitueixen bons clades. Tanmateix, els científics no estan d'acord en la relació precisa entre els ordres; les proves de l'anatomia d'aus modernes, els fòssils i l'ADN han sigut aplicades per aportar sobre el problema però no ha emergit un consens fort. Com que des de mitjans de la dècada del 2000, noves dades fòssils i moleculars proporcionen una imatge de creixent claredat sobre l'evolució dels ordres d'aus modernes, i les seves relacions. Per exemple els caradriformes semblen constituir un llinatge antic i diferenciat, mentre que els mirandornites i cipselomorfs són recolzats per una riquesa de proves anatòmiques i moleculars. La comprensió de les interrelacions dels nivells de tàxons més baixos també continua incrementant-se, particularment en el massivament divers ordre dels passeriformes (aus de perxa).
Cap al juny del 2008, fou publicat l'estudi de genètica d'aus més ample que rebutja diverses relacions hipotètiques, i probablement caldrà una reconstrucció completa de l'arbre filogenètic de les aus.

## Tendències evolutives en aus
L'evolució generalment es produeix a una escala massa lenta per ser observada pels humans. Tanmateix, les espècies d'aus estan extingint-se actualment a una velocitat molt més gran que qualsevol possible especiació o generació d'altres noves espècies. La desaparició d'una població, subespècie, o espècie, representa una pèrdua permanent d'un rang de gens.
Una altra preocupació amb implicacions evolutives és l'increment sospitat de la hibridació. Això podria sorgir de l'alteració humana dels hàbitats permetent a espècies al·lopàtriques establir-se en àrees superposades. La fragmentació forestal pot crear àrees obertes extenses, connectant parts anteriorment aïllades d'hàbitats oberts.
Les poblacions que estaven aïllades per temps suficient per divergir significativament, però no suficient per ser incapaces de produir descendència fèrtil podrien ara entrecreuar-se tan àmpliament que la integritat de les espècies originals podria veure's compromesa. Per exemple, els molts híbrids de colibrís trobats a Amèrica del Sud podrien representar una amenaça per la conservació de les diferents espècies implicades.
Moltes espècies d'aus han sigut criades en captivitat per crear variacions de les espècies silvestres. En algunes aus això es limita a variació en els colors, mentre altres 
són criadas per produccions majors d'ous o carn, per discapacitat de vol o altres característiques.
Algunes espècies, com el colom roquer o diverses espècies de corbs han estat vivint amb èxit en ambients humanitzats. A causa del fet que aquests hàbitats són diferents dels seus de llarg menys nombrosos hàbitats "naturals" aquestes espècies estan en certa manera adaptant-se a viure prop de l'home.